# Tubocapsicum anomalum
Tubocapsicum anomalum là loài thực vật có hoa trong họ Cà. Loài này được (Franch. & Sav.) Makino miêu tả khoa học đầu tiên năm 1908.